# Sclerochilus abbreviatus
Sclerochilus abbreviatus är en kräftdjursart som beskrevs av Brady och Robertson 1869. Sclerochilus abbreviatus ingår i släktet Sclerochilus och familjen Bythocytheridae. Inga underarter finns listade i Catalogue of Life.